# Noah Emmerich
Noah Nicholas Emmerich (27 de febrero de 1965) es un actor estadounidense que debutó con la película Beautiful Girls. Después se le vio en películas como The Truman Show, Cop Land, Frequency, Love & Sex, Windtalkers, Miracle, Super 8 y Little Children. Es el hermano del también guionista y productor, Toby Emmerich.

## Primeros años
Emmerich nació en Nueva York en una familia judía, hijo de Constance, una pianista, y André Emmerich (1924-2007), un galerista y comerciante de arte de Frankfurt, Alemania. Tiene dos hermanos: Toby Emmerich, presidente, director operativo en jefe y guionista de New Line Cinema; y Adam Emmerich, abogado en el bufete de Wachtell, Lipton, Rosen & Katz, en Nueva York. Se casó con la actriz Melissa Fitzgerald, de la que ahora se encuentra divorciado.
Estudió la técnica Meisner de actuación bajo la dirección de Ron Stetston, un prominente actor y director que es actualmente miembro de alto rango del personal de interpretación en el Neighborhood Playhouse de Nueva York. Se graduó en la Universidad de Yale, donde se especializó en Historia y cantó en el Spizzwinks Yale, un grupo de canto a capela.

## Filmografía
- Last Action Hero como "Novato" (1993)
- Beautiful Girls como Michael "Mo" Morris (1996)
- Cop Land como Deputy Bill Geisler (1997)
- The Truman Show como Marlon (1998)
- Condenados a fugarse como Stan Blocker (1999)
- Tumbleweeds como Vertis Dewey (1999)
- Frequency como Gordo Hersch (2000)
- Julie Johnson como Rick Johnson (2001)
- Windtalkers como Soldado Chick (2002)
- Beyond Borders como Elliot Hauser (2003)
- Miracle como Craig Patrick (2004)
- Cellular como Jack Tanner (2004)
- Sometimes in April como Lionel Quaid (2005)
- Law and Order: SVU como Agente Pete Breslin (2005)
- Little Children como Larry Hedges (2006)
- Pride and Glory como Francis Tierney, Jr. (2008)
- Monk como Roderick Brody (2009)
- White Collar como Garrett Fowler (personaje recurrente) (2009)
- Trust (2010)
- The Walking Dead (serie de TV)  como   Dr.Edwin Jenner (2010)
- Fair Game como Bill Johnson (2010)
- Backwash (serie de TV) como Sgt. Benjamin Belter  (2010)
- Super 8 como Coronel Nelec (2011)
- Warrior como Dan Taylor (2011)
- Metro como Terry Mullins (2011)
- The Fitzgerald Family Christmas como FX (2012)
- Lazos de sangre como el teniente Connellan (2013)
- The Americans (serie de TV) como Stan Beeman (2013-2018)
- La venganza de Jane como Bill Hammond (2015)
- Master of None (serie de TV) como Mark (2015)
- Billions (serie de TV) como Freddie Aquafino (2016-2019)
- Entre dos maridos como Jimmy (2017)
- El espía (serie de TV) como Dan Peleg (2019)
- The Hot Zone (serie de TV) como Teniente Jerry Jaax (2019)
- The Investigation: A Search for the Truth in Ten Acts como Steve Bannon (2019)
- Space Force (serie de TV) como el general Kick Grabaston (2020)
- The Walking Dead: World Beyond (Serie de TV) como Dr. Edwin Jenner (escena poscréditos) (2021)
- The Good Nurse como Tim Braun (2022)